# Surdut
Surdut – męski strój wizytowy w formie długiej marynarki, szczególnie popularny na przełomie XIX i XX wieku.
Dawniej surdut był strojem zarówno dziennym jak i wieczorowym. Do czasów współczesnych jednak zachowała się jedynie jego dzienna wersja. Niekiedy surdutem nazywa się także pospolitą w dawnej wsi kapotę.

## Historia
W wiekach od XVII do początku XIX surdut, ówcześnie nazywany także redyngotą nazywano krótki, obcisły rodzaj płaszcza. Od tej, pierwotnej wersji surduta powstała jego przystosowana do jazdy na koniu odmiana, czyli frak, który w tamtych czasach nie był jeszcze strojem wieczorowym (sama kategoria strojów wieczorowych powstała dopiero, gdy powszechnym stało się oświetlenie sztuczne). W wieku XIX surdut znacząco się zmienił stając się eleganckim strojem wizytowym (a nie tak jak przedtem, codziennym). Pod koniec XVIII wieku rolę surduta jako munduru wojskowego zaczął przejmować frak. Już w czasach Wojen napoleońskich znaczna część oddziałów Napoleona I umundurowana była we fraki. Stan ten trwał ponad sto lat, gdyż Francja do I wojny światowej przystępowała w wojskiem uzbrojonym w granatowe kurtki krojem wciąż przypominające frak.